# Марк Рохас
Марк Рохас (16 лютого 1994) — домініканський плавець. Учасник Чемпіонату світу з водних видів спорту 2017, де в попередніх запливах на дистанції 50 метрів брасом посів 52-ге місце і не потрапив до півфіналів.